# Subgrupo conmutador
En matemáticas, el subgrupo conmutador de un grupo G, es el subgrupo generado por todos los elementos de la forma

{\displaystyle [a,b]=aba^{-1}b^{-1}}

denominado conmutador de a con b.
Al subgrupo conmutador también se le conoce como  subgrupo derivado de G y se simboliza por {\displaystyle G'} o  {\displaystyle [G,G]}. Esto significa que si {\displaystyle x\in [G,G]} entonces x se escribe como una palabra de conmutadores esto es,
{\displaystyle x=a_{1}b_{1}{a_{1}}^{-1}{b_{1}}^{-1}a_{2}b_{2}{a_{2}}^{-1}{b_{2}}^{-1}\cdots a_{r}b_{r}{a_{r}}^{-1}{b_{r}}^{-1}}.
Se puede demostrar que [G,G] es un subgrupo normal y que el grupo cociente {\displaystyle G/[G,G]} es abeliano. El subgrupo conmutador es el menor que verifica esa propiedad, es decir: si {\displaystyle H\vartriangleleft G} verifica que {\displaystyle G/H} es abeliano entonces {\displaystyle [G,G]\subseteq H}.
La construcción {\displaystyle G/[G,G]} recibe el nombre de abelianización de G.

## Proposiciones
Baumslag y Chandler en su Teoría de grupos enuncian las siguientes proposiciones:
- El inverso de un conmutador es un conmutador.
- G'-subgrupo derivado de G- es un subgrupo normal en G.
- G es conmutativo si, sólo si G' ={e}, i.e.  G es conmutativo si y solo si su subgrupo conmutador es el subgrupo que contiene únicamente al elemento neutro.

### Serie normal y serie derivada
Dado un grupo {\displaystyle G}, La serie derivada es una construcción iterada, definida de la siguiente manera:
{\displaystyle G^{(0)}:=G}
{\displaystyle G^{(n)}:=[G^{(n-1)},G^{(n-1)}]\quad n\in \mathbf {N} }
Los grupos {\displaystyle G^{(2)},G^{(3)},\ldots } se denominan segundo grupo derivado, tercer grupo derivado, y así en adelante y forman la serie normal descedente.
{\displaystyle \cdots \triangleleft G^{(2)}\triangleleft G^{(1)}\triangleleft G^{(0)}=G}
se denomina la serie derivada. Esta no debe confundirse con la serie central inferior, cuyos términos son {\displaystyle G_{n}:=[G_{n-1},G]}.
Para un grupo finito, la serie derivada termina en un grupo perfecto, que puede o no ser trivial. Para un grupo infinito, la serie derivada no necesita terminar en una etapa finita, y puede continuar hasta infinitos números ordinales mediante recursión transfinita, obteniendo así la serie derivada transfinita, que finalmente termina en el núcleo perfecto del grupo.